# Liste der Kulturgüter in Bettingen
Die Liste der Kulturgüter in Bettingen enthält alle Objekte in der Gemeinde Bettingen im Kanton Basel-Stadt, die gemäss der Haager Konvention zum Schutz von Kulturgut bei bewaffneten Konflikten, dem Bundesgesetz vom 20. Juni 2014 über den Schutz der Kulturgüter bei bewaffneten Konflikten sowie der Verordnung vom 29. Oktober 2014 über den Schutz der Kulturgüter bei bewaffneten Konflikten unter Schutz stehen.
Objekte der Kategorie A sind im Gemeindegebiet nicht ausgewiesen, Objekte der Kategorie B sind vollständig in der Liste enthalten, Objekte der Kategorie C fehlen zurzeit (Stand: 13. Oktober 2021).

## Kulturgüter
| Foto |                                                                                                | Objekt                                                              | Kat. | Typ | Standort                                                       | Beschreibung |
| ---- | ---------------------------------------------------------------------------------------------- | ------------------------------------------------------------------- | ---- | --- | -------------------------------------------------------------- | ------------ |
| ja   | Datei hochladen · Wikidata zu Reformierte Chrischonakirche (Q13142920)                         | Reformierte Chrischonakirche KGS-Nr.: 01898                         | B    | G   | Chrischonarain 215 618179 / 269176                             |              |
| BW   | Datei hochladen · Wikidata zu Neolithische Siedlungszone (Q29686420)                           | Neolithische Siedlungszone KGS-Nr.: 13397                           | B    | F   | Buechholzweg / Lauberweg / Lenzenweg / Rainweg 617308 / 268512 |              |
| BW   | Datei hochladen · Wikidata zu Mammutstosszahn (Q29686349)                                      | Steinzeitliche Faunenreste (Mammutstosszahn) KGS-Nr.: 13429         | B    | F   | Hohe Strasse 59 618676 / 269130                                |              |
| BW   | Datei hochladen · Wikidata zu Mittelalterliche Kirche und Friedhof (Q29686363)                 | Mittelalterliche Kirche und Friedhof KGS-Nr.: 13430                 | B    | F   | Chrischonabodenweg 618184 / 269174                             |              |
| BW   | Datei hochladen · Wikidata zu Mutmasslich prähistorische Grabhügel (Q29686379)                 | Bronzezeitliche Grabhügel KGS-Nr.: 13431                            | B    | F   | Inzlingerweg 618239 / 269771                                   |              |
| BW   | Datei hochladen · Wikidata zu Mutmassliche Viereckschanze, Viehpferch (Q29686392)              | Viehpferch, Viereckschanze unbekannter Zeitstellung KGS-Nr.: 13432  | B    | F   | Wyhlenweg 617819 / 268479                                      |              |
| BW   | Datei hochladen · Wikidata zu Neolithische Fundstelle / Neolithische Siedlungszone (Q29686405) | Neolithische Fundstelle / neolithische Siedlungszone KGS-Nr.: 13441 | B    | F   | Büntenweg / Wyhlenweg 617051 / 269250                          |              |